# Sabine Dähne
Sabine Dähne (27 de febrero de 1950) es una deportista de la RDA que compitió en remo.
Participó en los Juegos Olímpicos de Montreal 1976, obteniendo una medalla de plata en la prueba dos sin timonel. Ganó tres medallas en el Campeonato Mundial de Remo entre los años 1974 y 1977, y cuatro medallas en el Campeonato Europeo de Remo entre los años 1969 y 1973.

## Palmarés internacional
| Juegos Olímpicos   | Juegos Olímpicos         | Juegos Olímpicos  | Juegos Olímpicos         |
| Año                | Lugar                    | Medalla           | Prueba                   |
| ------------------ | ------------------------ | ----------------- | ------------------------ |
| 1976               | Montreal (Canadá)        | Medalla de plata  | Dos sin timonel          |
| Campeonato Mundial |                          |                   |                          |
| Año                | Lugar                    | Medalla           | Prueba                   |
| 1974               | Lucerna (Suiza)          | Medalla de oro    | Cuatro con timonel       |
| 1975               | Nottingham (Reino Unido) | Medalla de oro    | Dos sin timonel          |
| 1977               | Ámsterdam (Países Bajos) | Medalla de oro    | Dos sin timonel          |
| Campeonato Europeo |                          |                   |                          |
| Año                | Lugar                    | Medalla           | Prueba                   |
| 1969               | Klagenfurt (Austria)     | Medalla de plata  | Cuatro con timonel       |
| 1970               | Tata (Hungría)           | Medalla de bronce | Cuatro scull con timonel |
| 1972               | Brandeburgo (RDA)        | Medalla de plata  | Cuatro con timonel       |
| 1973               | Moscú (URSS)             | Medalla de plata  | Cuatro con timonel       |